# Szurony

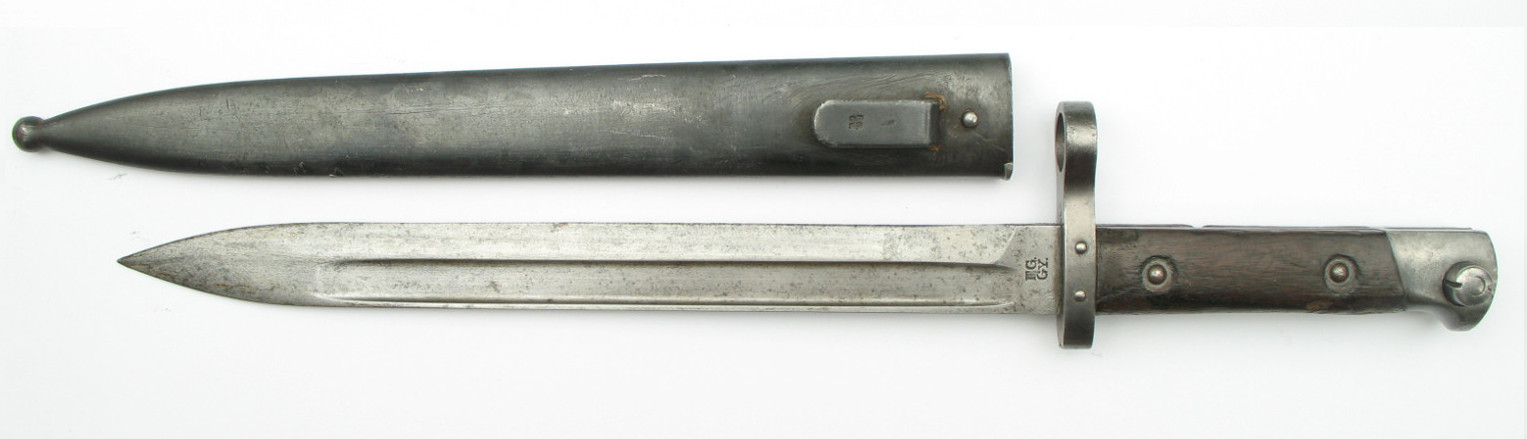
Osztrák-magyar 1895 mintájú késszurony

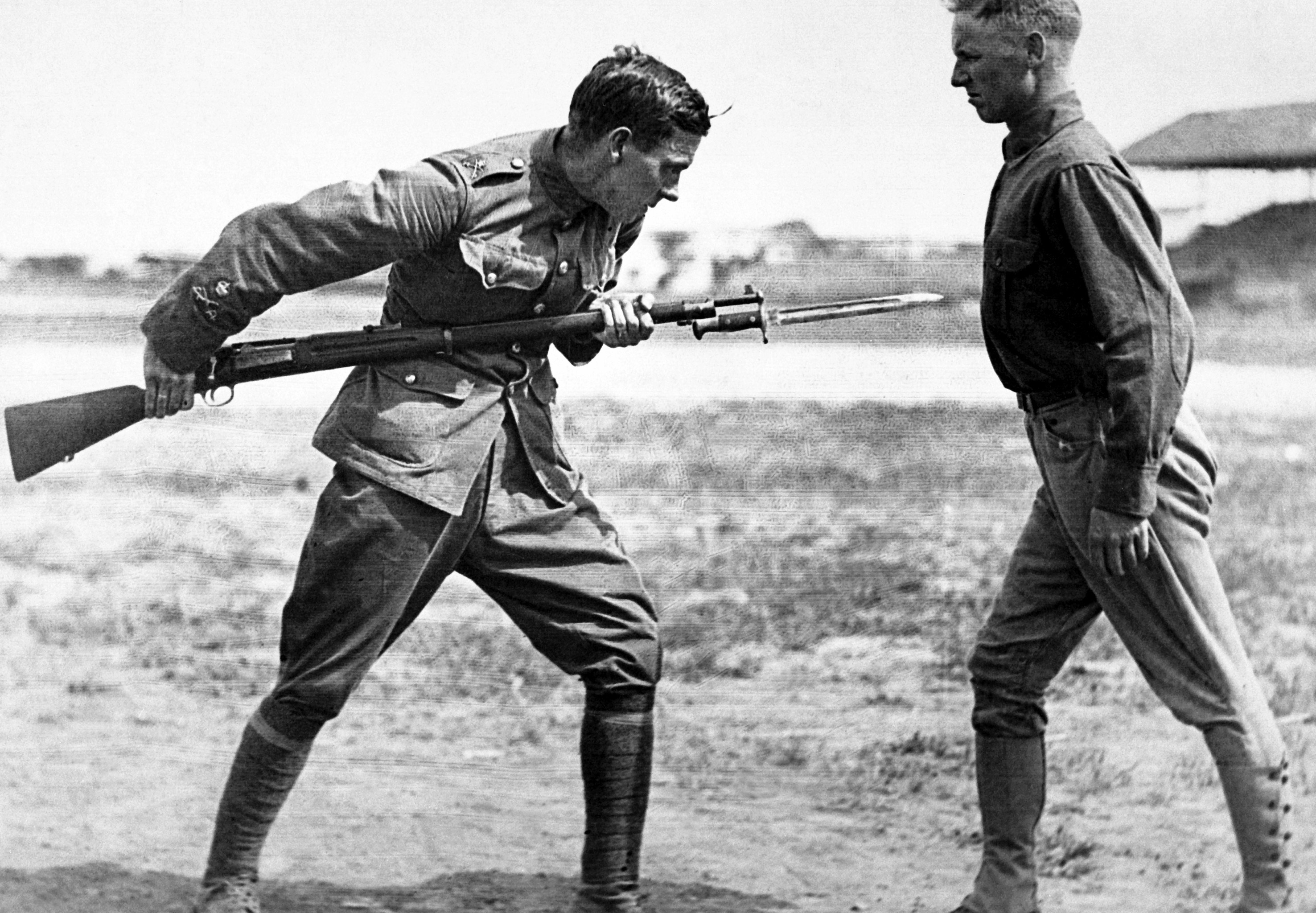
Amerikai katonák szuronyhasználati kiképzésen 1917-ben, Texasban

Szuronynak vagy bajonettnek  az olyan pengéket nevezzük, amelyeket lőfegyver csőtorkolatára rögzítenek. Lényegében  a hosszú lőfegyverek végére illeszthető tőr.   Feladata a gyalogos katona ütőképességének megnövelése közelharc során, illetve védekezési lehetőséget biztosít a lovas támadókkal szemben. 
A szúróeszköz használatának elsődleges oka, hogy a muskétákat minden lövésnél újra kellett tölteni, s a közvetlen közelből támadó ellenségre nem mindig nyílt alkalom lőni. Azonkívül a tűzzel sem tudták minden esetben likvidálni a támadókat. Manapság a sorozatlövő gépfegyverekre is tesznek szuronyt, mivel a közelharcokban nem mindig van lehetőség elsütni a fegyvert. A másik oka, hogy ha elfogy a lőszer, akkor valamiképp tudjanak védekezni a katonák.

## Története
A szuronyt már a 16. században feltalálták. Eleinte nem hadászatban, hanem a vadászatok során alkalmazták, elsősorban vaddisznók leszúrására. A 17. században először a svéd seregben vezették be a szuronyt. A gyalogsági erők pikákat használtak akkoriban a közelharcban, addig a lőfegyverek egyfajta másodlagos szerepet játszottak, hogy tűzzel az ellenség sorait ritkítsák, erejüket gyengítsék. A 17. század második felében feltalálták a kést, melynek markolatát úgy alakították ki, hogy a puska csövébe lehessen tűzni. Ezek voltak az első szuronyok, azonban így a puskával nem lehetett lőni, sőt néha a markolat annyira beszorult a csőbe, hogy ki se lehetett húzni. A megoldást erre a köpűs szurony jelentette.

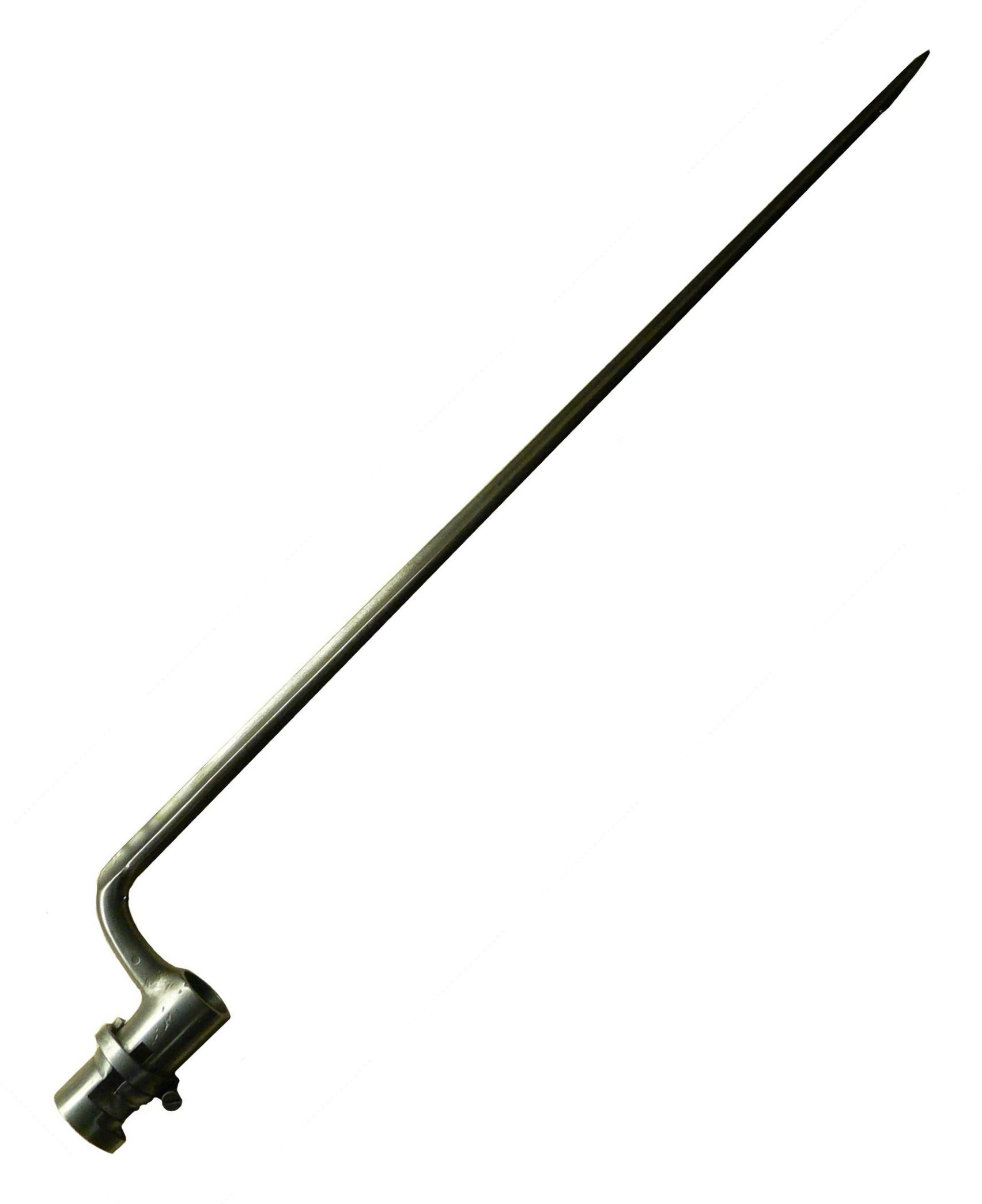
Köpűs szurony

Azzal, hogy döfőfegyvert szerelhettek a muskéták végére, a szuronyok lassan kezdték átvenni a lándzsák szerepét. A 18. században már minden európai hadseregben rendszeresítették az úgynevezett köpűs szuronyokat. Ezek a fegyverek egyszerű pengéből álltak, melyekre hosszában egy rövid cső volt illesztve, ezt hívták köpűnek. Azonban a puskák elöltöltők voltak, ezért a köpűt és a pengét rendszerint el kellett választania egy fémrúdnak, hogy a puskavesszővel könnyedén le tudják döngölni a lövedéket. Ezt a fémrudat vállnak nevezik. A pengét általában a puskacsőtől jobbra helyezték el.
A 19. század második felében megjelentek a hátultöltő fegyverek, így a szuronypenge már állhatott közvetlenül a cső alatt, mert a hátultöltő puskákhoz már nem kellett puskavessző, így a penge nem zavarta a töltést. E fejlődés eredménye a késszurony, melyet a mai napig használnak a közelharcokban. A hosszú késszuronyokat kardszuronyoknak nevezik, melyeket a második világháború után kiszorítottak a rövid, többfunkciós (fűrésszel, akár drótvágó ollóval kiegészített) késbajonettek.

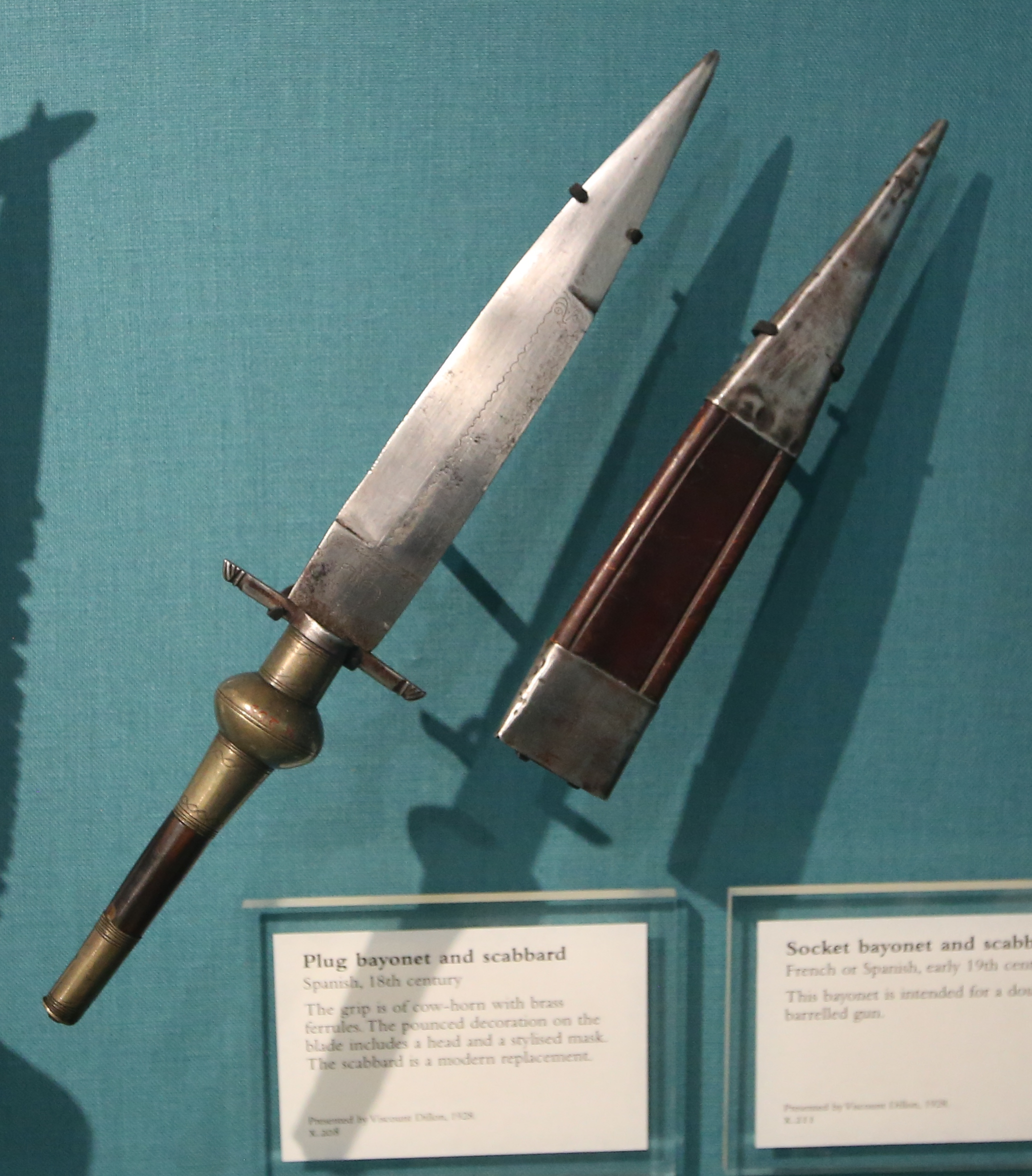
18. századi spanyol dugós szurony

A bajonettek fénykora a 18. és a 19. században volt, amikor a nagy tömegű gyalogos hadseregek egyaránt alkalmazták a fegyverüket töltő társaik védelmére illetve az ellenséges gyalogsággal vívott közelharcra. A bajonettel vívandó harcot még a 21. században is oktatják a gyalogos katonáknak, ami már nem is az igazi harci alkalmazás, mint inkább az úgynevezett „szuronymentalitás” azaz a harci agresszivitás erősítésére szolgál.  

## Főbb fajtái
- Dugós bajonett: A bajonettek első kezdetleges formája, egyszerű tőr, melynek markolata úgy került kialakításra, hogy beszorítható legyen a fegyver csövébe. A fegyver elsütése természetesen így nem lehetséges.
- Köpűs bajonett: Hengeres cső markolat, ami ráhúzható a fegyver csövére, a szuronyt a csövön lévő vájattal rögzítik.
- Kard- és késbajonett: A kard illetve kés markolatát horonnyal látják el, így a fegyver csövén lévő rúdhoz lehet rögzíteni.
- Integrált bajonett: Állandóan a fegyver csövéhez van rögzítve, használaton kívül gyakran visszahajtható, a felhelyezés megkönnyítése érdekében gyakran rugós kivitelű.